# دون لورينزو هابل
دون لورينزو هابل هو تاجر مالي ‏ وتاجر وسياسي أمريكي، ولد في 27 نوفمبر 1853 في مقاطعة سان ميغيل في الولايات المتحدة، وتوفي في 12 نوفمبر 1930 في Hubbell Trading Post National Historic Site ‏ في الولايات المتحدة. انتخب عضو مجلس شيوخ أريزونا ‏.